# Влиниці
Влиниці (пол. Włynice) — село в Польщі, у гміні Ґідле Радомщанського повіту Лодзинського воєводства.
Населення — 190 осіб (2011).
У 1975-1998 роках село належало до Ченстоховського воєводства.

## Демографія
Демографічна структура станом на 31 березня 2011 року:
|          | Загалом | Допрацездатний вік | Працездатний вік | Постпрацездатний вік |
| -------- | ------- | ------------------ | ---------------- | -------------------- |
| Чоловіки | 96      | 17                 | 67               | 12                   |
| Жінки    | 94      | 15                 | 50               | 29                   |
| Разом    | 190     | 32                 | 117              | 41                   |